# Майногашева, Валентина Евгеньевна
Валентина Евгеньевна Майногашева (15 сентября 1930, село Сыры, Аскизский район, Хакасия — 22 сентября 2021, Абакан, Хакасия) — российский филолог, переводчик, исследователь хакасского фольклора, литературный критик, общественный деятель. Кандидат филологических наук. Член Союза писателей России (1992). Заслуженный деятель науки Республики Хакасия (1994). Академик Международной тюркской академии (1994). Лауреат Государственной премии им. Н. Ф. Катанова (1995).

## Биография
В 1931 году вместе с репрессированными родителями выслана в ссылку в Кемеровскую область. Закончила Хакасскую областную национальную школу. В 1950 поступила и в 1955 году окончила восточное отделение филологического факультета Московского государственного университета им. М. В. Ломоносова по кафедре тюркской филологии. Работала в Хакасском научно-исследовательском институте языка, литературы и истории, в сельской школе, в редакции областной газеты «Ленин чолы».
В 1963—1967 годах обучалась в аспирантуре Института истории, филологии и философии Сибирского Отделения АН СССР, успешно защитила кандидатскую диссертацию по теме «Хакасский героический эпос „Алтын Арыг“».
С 1 июня 1967 года работала в ХакНИИЯЛИ. Активно занималась сбором фольклорного материала, многократно выезжала в комплексные экспедиции по районам Хакасии, являлась руководителем семи фольклорных экспедиций по сбору героического эпоса хакасского народа (1964, 1969, 1979, 1982, 1985, 1986, 1991 годы). Занималась решением фундаментальной проблемы комплексного научного описания и изучения хакасского фольклора. Записала 31 героическое сказание, а также многие произведения других жанров.
Основное направление в работе — подготовка к публикации произведений героического эпоса, в том числе «Алтын Арыг» и «Ай Хуучин». Кроме двух академических изданий, опубликовала более двухсот научных и учебно-методических трудов. Подготовила учебник-хрестоматию для 9 — 10-х классов хакасских национальных школ, составила программы для школ по хакасскому фольклору, многие годы была активным членом редколлегии альманаха «Ах тасхыл». Член правления Лиги женщин Хакасии «Алтынай».
Заслуженный деятель науки Республики Хакасия, лауреат Государственной премии Республики Хакасия им. Н. Ф. Катанова, член Союза писателей России, академик Международной тюркской академии. В 2005 году за гуманизм и служение России награждена памятной медалью «100 лет М. А. Шолохова». В 2015 году Указом Президента России от 22 октября 2015 года — медалью ордена «За заслуги перед Отечеством» II степени.
Жила в Абакане.
Скончалась 22 сентября 2021 года на 92-м году жизни.

## Краткая библиография
- О народности основы героического сказания «Албынжи» // Учёные записки ХакНИИЯЛИ. — Абакан, 1956. — Вып. IV. — С. 78 — 89.
- Образ Хуу-Иней в хакасском героическом эпосе // Исследования по языку и фольклору. — Новосибирск, 1965. — Вып. I. — С. 202—222.
- Идейное содержание хакасского героического сказания «Алтын Арыг» // Учёные зап. / ХакНИИЯЛИ. — 1966. — Вып. XII. — С. 49—68.
- Об изучении героического эпоса хакасов // Изв. Сиб. отд-ния АН СССР. Сер. Обществ. науки. — 1967. — № 1. — С. 105—111.
- Хакасское героическое сказание «Алтын-Арыг»: Автореф. дис. на соиск. учен. степ. канд. филол. наук. — Новосибирск, 1967. — 17 с.
- Хан Мирген: Богатырское сказание / зап. от М. Доброва; лит. обраб., вступ. ст., коммент. В. Е. Майногашевой. — Абакан, 1969. — 210 с.
- Хара Хусхун: Богатырское сказание / В. Е. Майногашева; зап. от Т. В. Тоданова; лит. обраб., вступ. ст. В. Е. Майногашевой. — Абакан: Хакасское отделение Краснояр. кн. изд-ва, 1977. — 195 с. — На хакас. яз.
- Алтын Арыг: Хакасский героический эпос / зап., подгот. текста, вступ. ст. пер., коммент. В. Е. Майногашевой. — М.: Наука, 1988. — 592 с. — На хакас. и рус. яз.
- Ай Хуучин: Богатырское сказание / зап. от П. В. Курбижекова; лит. обраб. подгот. к изд. В. Е. Майногашевой. — Абакан, 1991. — 302 с.
- Сарыг-Чанывар: Хакас. сказание / сказитель И. Сырыгашев; зап., подстр. пер. В. Е. Майногашевой; пер. и перелож. А. В. Преловского // Сибирские сказания. — М.: Современник, 1991. — С. 37—125.
- Ай Хуучин: Хакасский героический эпос / сказитель В. П. Курбижеков; вступ. ст., зап. и подгот. текста, пер., примеч. и коммент., прил. В. Е. Майногашевой. — Новосибирск: Наука, 1997. — 479 с. — Прил.: 1 грп.. — На хакас. и рус. яз.
- Об академической серии «Памятники фольклора народов Сибири и Дальнего Востока» // Ежегодник Ин-та саяно-алтайской тюркологии Хакасского гос ун-та им. Н. Ф. Катанова. — Абакан, 2005. — Вып. IX. — C. 92—97.